# Les Jolies Colonies de vacances (Les Simpson)
Pour les articles homonymes, voir Colonie de vacances.
Pour l'épisode des Simpson dont le titre français est "Kamp Krusty", voir Kamp Krusty.
Les Jolies Colonies de vacances (France) ou Le Camp de Krusty (Québec) (Kamp Krusty) est le 1er épisode de la saison 4 de la série télévisée d'animation Les Simpson.

## Synopsis
Bart et Lisa Simpson sont ravis d'aller au camp Krusty, une colonie de vacances. Mais une fois sur place, ils déchantent : les lieux sont vétustes, la nourriture infecte... Les enfants font des marches forcées et confectionnent des porte-monnaie qui sont vendus par les propriétaires du camp Krusty à des Vietnamiens.
Les enfants, au début soutenus par l'espoir que Krusty vienne les voir, finissent par se révolter et, dirigés par Bart, ils prennent le contrôle du camp Krusty que Bart rebaptise le Camp Bart...
Krusty, prévenu, vient voir les enfants et réussit à échanger le camp contre des vacances à Tijuana.